# Cabo Espartel
O Cabo Espartel é um cabo situado na costa marroquina, perto de Tânger. No penhasco que ali se situa, a 326 m de altura sobre o mar, existe um farol cuja luz se pode ver a 23 milhas náuticas. Para sul, o terreno desce rapidamente dando lugar a uma planície, o que provoca a ilusão de que o cabo pareça uma ilha quando visto de alguns pontos. Antigamente, este cabo era conhecido como Cabo Ampelusia. Este ponto é um dos limites em terra do estreito de Gibraltar.
O local foi palco de confrontos navais famosas, como a Batalha do Cabo Espartel em 20 de outubro de 1782, entre a esquadra franco-espanhola e a esquadra inglesa.
Posteriormente, uma outra batalha naval teve lugar ali, durante a Guerra Civil Espanhola, também denominada Batalha do Cabo Espartel, em 29 de setembro de 1936, quando foi quebrado o bloqueio republicano do Estreito de Gibraltar, assegurando o suprimento das forças nacionalistas no Marrocos Espanhol.
Cabo Espartel é acessível a partir da rodovia S701.